# Carretera Convencional

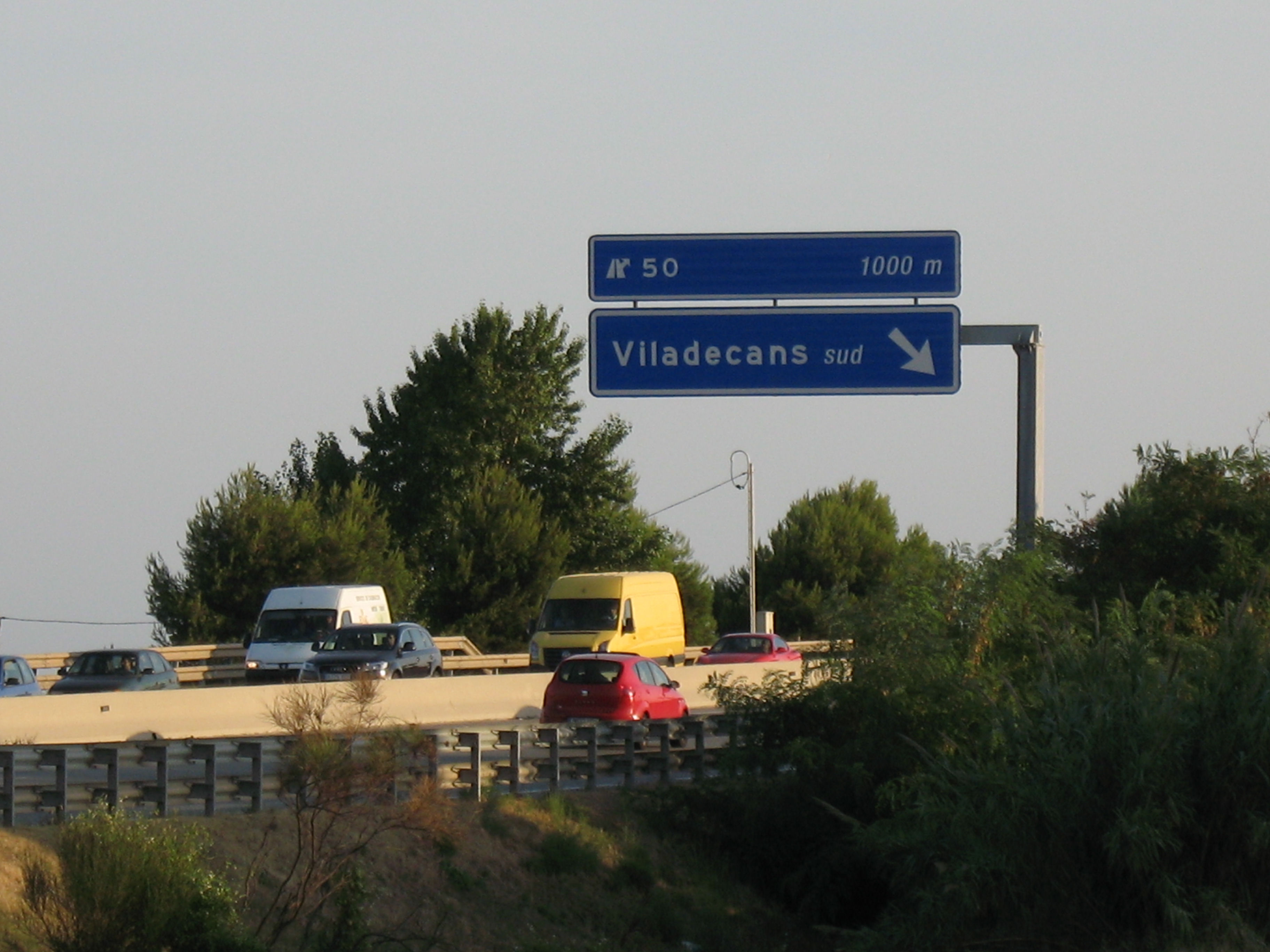
Senyal d'enllaç a l'autovia C-32 amb les tipografies Carretera Convencional ("50" i "Viladecans") i Helvetica Neue ("1000 m" i "sud").

Exemple esquemàtic d'un senyal amb la tipografia Carretera Convencional.

Carretera Convencional, també coneguda com a CCRIGE (i considerada sempre com a alfabet segons els manuals de disseny oficials, en lloc de tipografia), és el nom d'una família tipogràfica de pal sec per a senyals de trànsit a Espanya (incloses les de la xarxa viària de la Generalitat de Catalunya), Andorra i algunes carreteres a Cuba i Guinea Equatorial. No hi ha variants i originalment es va encarregar com una variació més gruixuda de Transport per a ús específic en text en majúscula fosc sobre fons blanc.
A la xarxa de carreteres de Catalunya, aquesta lletra tipogràfica es fa servir en suports amb fons blanc i groc (en majúscula), així com blau, verd i marró (en minúscula). També s'utilitza la tipografia Helvetica Neue per indicar distàncies mètriques i qualificatius de distincions.

## Història
Va ser encarregat l'any 1988 per tal de poder-lo utilitzar a les carreteres convencionals i senyalització urbana d'Espanya, tal com assenyala el seu nom original. L'ús legal va ser definitivament aprovat l'any 1999 amb la publicació de la Norma 8.1-IC d'Instrucció de Carreteres.
El 2015, la nova regulació va abolir l'ús de la tipografia alternativa Autopista per al seu ús en autopistes i autovies, fent que Carretera Convencional passés a ser l'única lletra de senyalització de la xarxa viària a Espanya.
El nou Catàleg de senyals de trànsit redactat l'any 2022 va proposar una versió nova de la lletra, la qual incloïa un lleuger augment del gruix dels caràcters i la reducció de l'espaiat.
A Alemanya es fa servir la tipografia DIN 1451.